# マキシム機関銃
マキシム機関銃（ -きかんじゅう、Maxim gun）は、1884年にアメリカ生まれのイギリス人発明家ハイラム・マキシムによって開発された、世界初の全自動式機関銃である。最初期の実用的な機関銃であり、以後の戦場に革命をもたらした。

## 機能

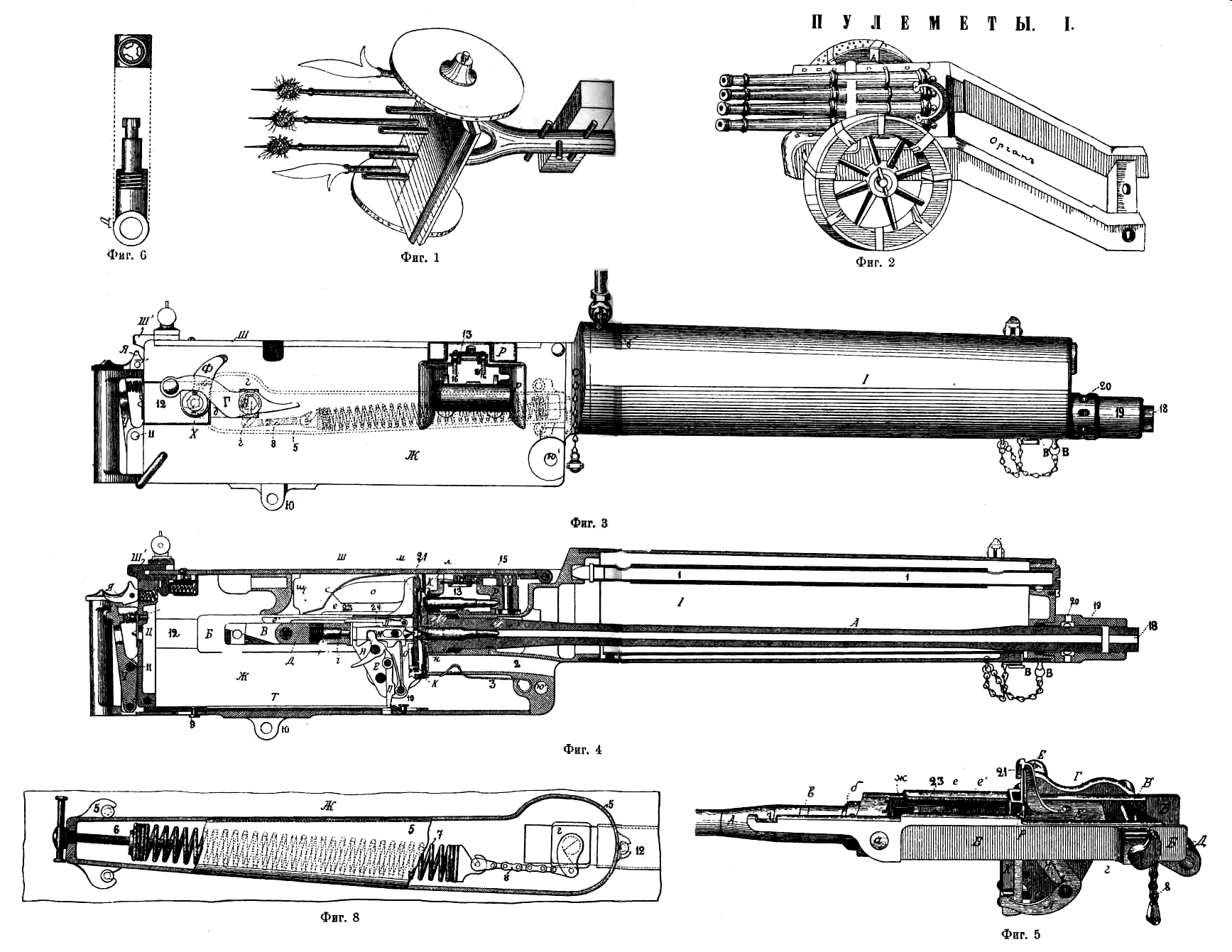
図3以降がマキシム銃を示す

一丁だけで多数の敵兵をなぎ倒せる、弾丸を連続発射できる銃の戦場における有用性は明白であり、多くの発明家が設計に取り組み、そのいくつかは実用化された。本銃の登場以前には、手回し式のクランクハンドルや多銃身を使用したガトリング砲やガードナー機関銃があった。しかしマキシム機関銃は空薬莢の排出と次弾装填に射撃時の反動を利用する、完全に人力を要しない作動機構で作られたはじめての自動銃で、以前のあらゆる連続発射方式を一掃した。
現代の機関銃と比較すると、マキシム機関銃は重く、かさばり、扱いにくい。水冷式で冷却水はすぐ蒸発するため、連続使用には水をつねに補給する必要があった。また数百発ごとに必要となる交換銃身、そしてむろん銃弾の補給が欠かせず、運用や移動に数名の人員が必要だった。そのためこの機関銃は通常、数名からなる機関銃分隊によって運用された。しかしマキシム機関銃は試験で毎分600発を射撃できることを示し、これは、同時代における後装式のボルトアクションライフル約30挺の火力に匹敵した。

## 生産企業

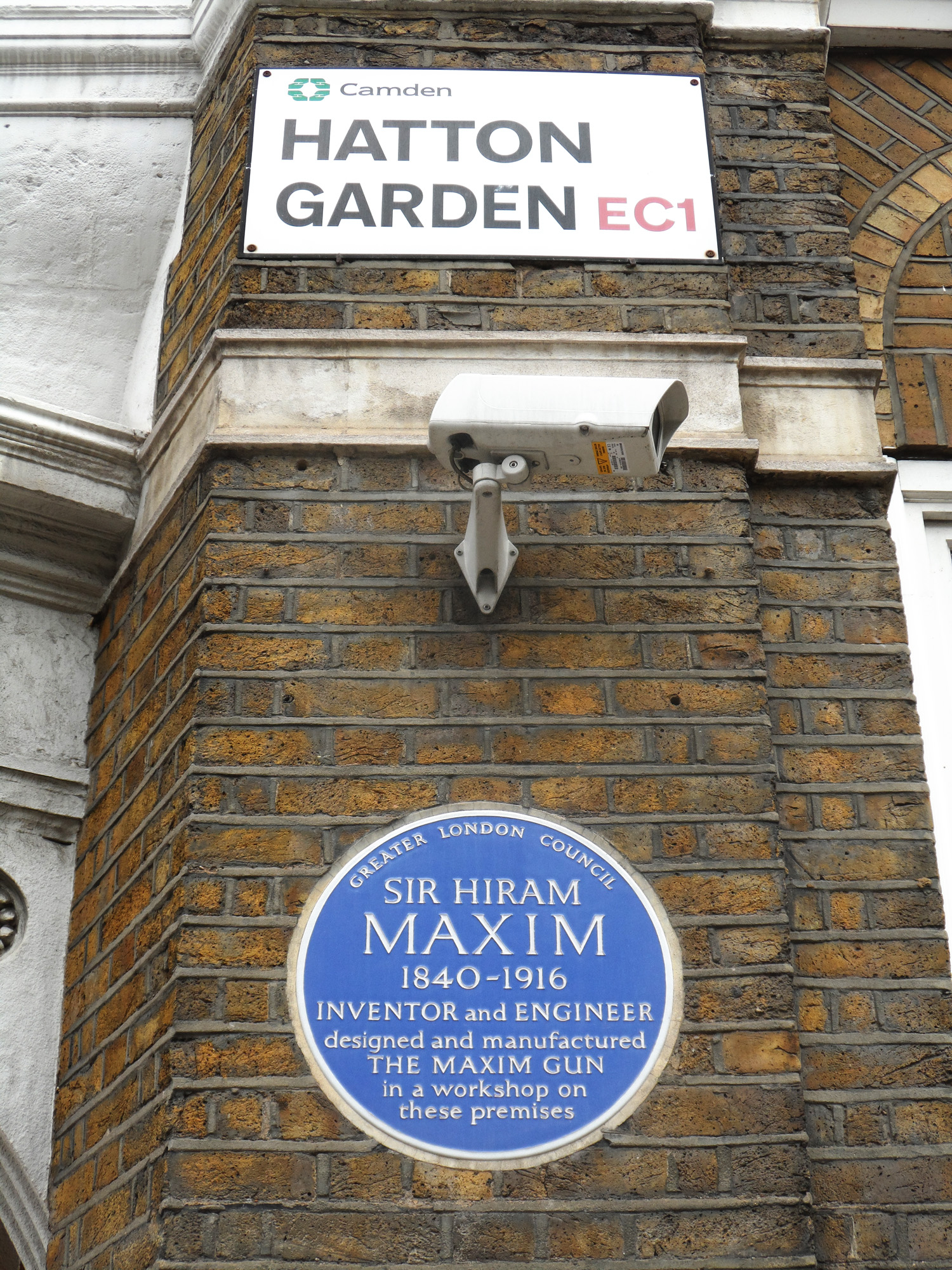
1966年にグレーター・ロンドン・カウンシルによって設置されたブルー・プラーク。

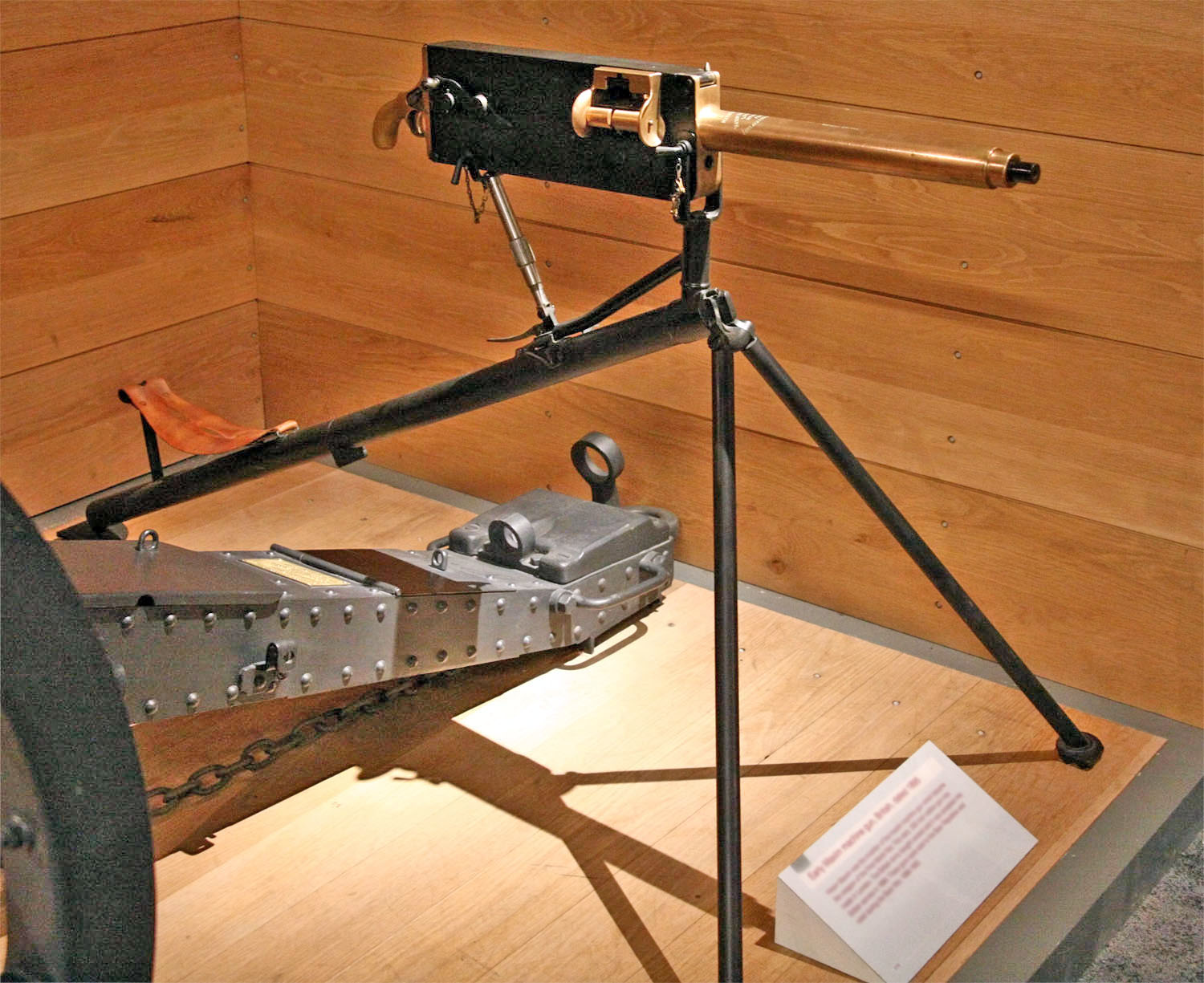
三脚架上に据えたマキシム機関銃。初期型のため水タンクが無い。

マキシムは最初にマキシム銃器会社を設立し、主として融資は鋼工業の企業家、エドワード・ヴィッカースの息子であるアルバート・ヴィッカースから受けた。マキシムが機関銃を発明し生産の拠点となった工場はクラーケンウェル通りとハットン・ガーデンの交差点にあり、現在はそれを示すブルー・プラークが掲げられている。
アルバート・ヴィッカースは会社の会長となった。後年、この会社はスウェーデンの競争企業であるノルデンフェルトと業務提携し、マキシム・ノルデンフェルト銃器弾薬会社となった。1895年の逓信省住所録、ロンドンにおける企業の1579ページには、マキシム・ノルデンフェルト銃器弾薬会社のオフィスが、ロンドン・SW・ヴィクトリア通り32に所在すると記載されている。最終的に同社は母体であるヴィッカース社に合併された。製品は最初にマキシム・ヴィッカース機関銃となり、その後ヴィッカースの再設計によってヴィッカース重機関銃へと到達した。

## 歴史

### 開発（1866年から1884年）
1866年、この当時はガトリング砲が開発されたのと同じ時期であった。
当時26歳のマキシムは仕事でジョージア州サバナを訪れた。その滞在中、友人たちに射撃練習場に誘われる。マキシムが滅多に触れることのないスプリングフィールド銃がそこで使われていた。みな腕の立つ射撃手だった。マキシムは目を見張る。しかし最も強烈な印象を受けたのは、「射撃時の反動」であった。
「あの力強い反動は必ず何かに役立つ」と閃いた。
その閃きがある発明を生む。そして従来型とは似ても似つかぬ銃が誕生した。それがマキシム機関銃である。
マキシム機関銃の開発につながる最初の特許は1883年6月および7月に登録された。最初の試作型は、1884年10月に招待客へ展示された。

### 植民地戦争における投入（1884年から1914年）

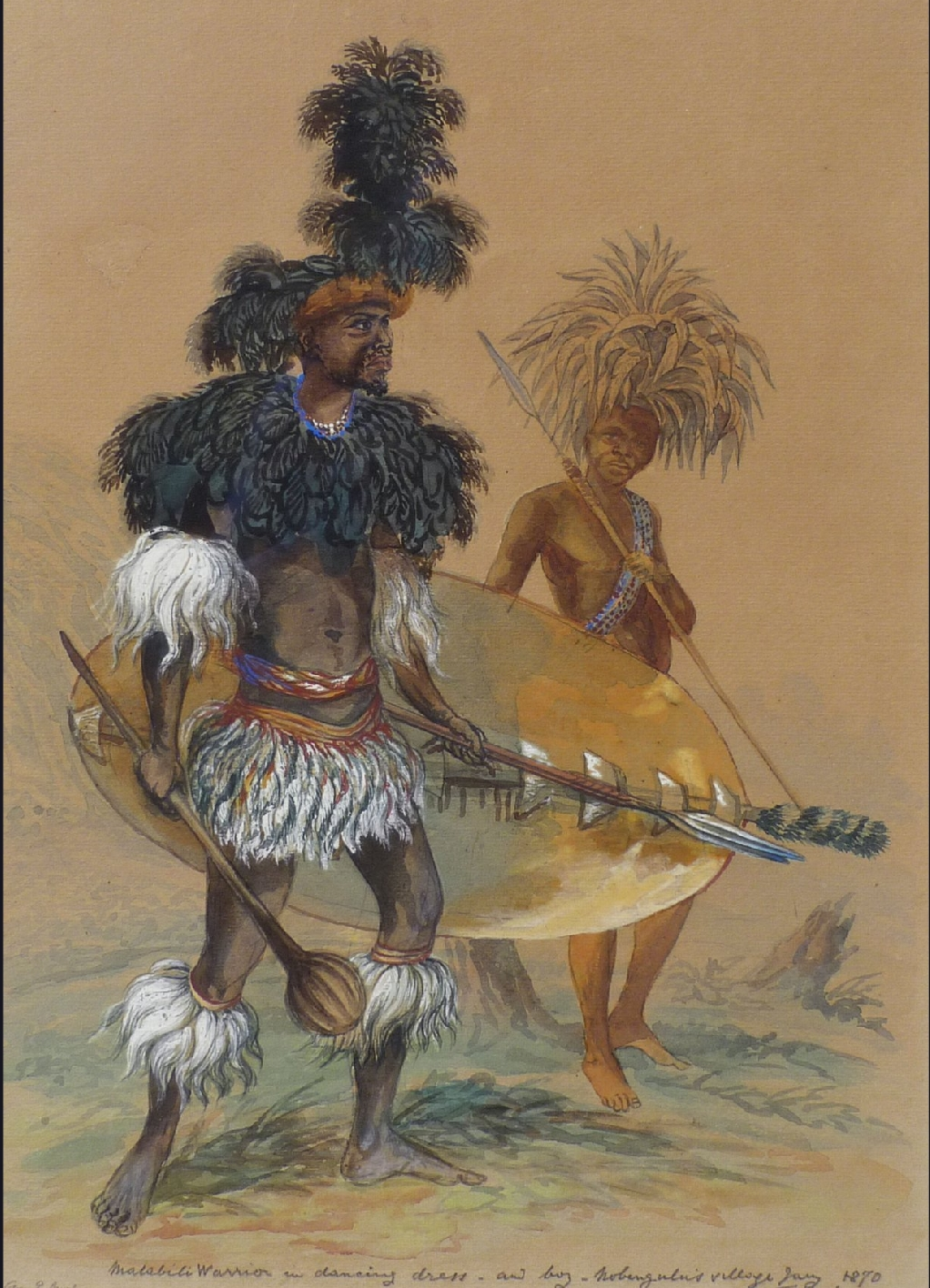
機関銃と戦ったンデベレ軍の装備

ヘンリー・モートン・スタンリーの主導により、マキシム機関銃の試作銃が「エミン・パシャ救援」遠征隊に供与され、1886年から1890年にかけて使用された。槍と盾が主要装備のアフリカ諸民族に対しては、効果絶大であった。
マキシム機関銃を配備した世界最初の部隊は、1889年のシンガポール義勇軍部隊だった。これは現在独立しているかつてのイギリス植民地の、一般人からなる義勇兵の防衛部隊だった。
本銃の殺傷力は、時代遅れの突撃戦術に対して破壊的な効果を発揮し、19世紀後半におけるアフリカのヨーロッパ植民地化戦争において重要な役割を演じた。1893年から1894年にかけ、マキシム機関銃はローデシアの第一次ンデベレ戦争でイギリス植民地部隊によって使用された。シャンガニの戦闘で、ヤリと棍棒を武器にしたンデベレ族の戦士たちは開けた地形での正面戦闘におびき出され、4挺のマキシム機関銃を装備した50人のイギリス兵が、突撃してくる100倍にあたる5千人のンデベレ戦士を撃退した。歴史家で作家のヒレア・ベロックは「何が起ころうと、我々にはマキシム機関銃がある。そして奴らは持っていない」と要約した。一方ンデベレ側の被害は悲惨で「どれほどの涙を流しても、殺された戦士たちを悼むに足りない」と記述される大被害を蒙った。
しかしながら植民地での戦いにおけるマキシム機関銃の破壊力は俗説によってしばしば過度に強調された。現代の歴史の報告書はそれを暗示しており、この兵器はマタベレ戦争や1898年のオムダーマンの戦いのような、正面戦闘の状況では効果的だった。その重要性は、身体への影響と同じく、心理への影響のせいでもあった。
マキシム機関銃の大口径化されたものはマキシム・ノルデンフェルトによって製造され、1ポンドの砲弾を発射した。これは発射音からポンポン砲（QF 1ポンド砲）として第二次ボーア戦争で知られ、両軍で投入された。マキシム機関銃は、1901年から1902年に今日のナイジェリアで勃発したアングロ・アロ戦争でも使われた。

#### ヨーロッパの陸軍と海軍による段階的な採用

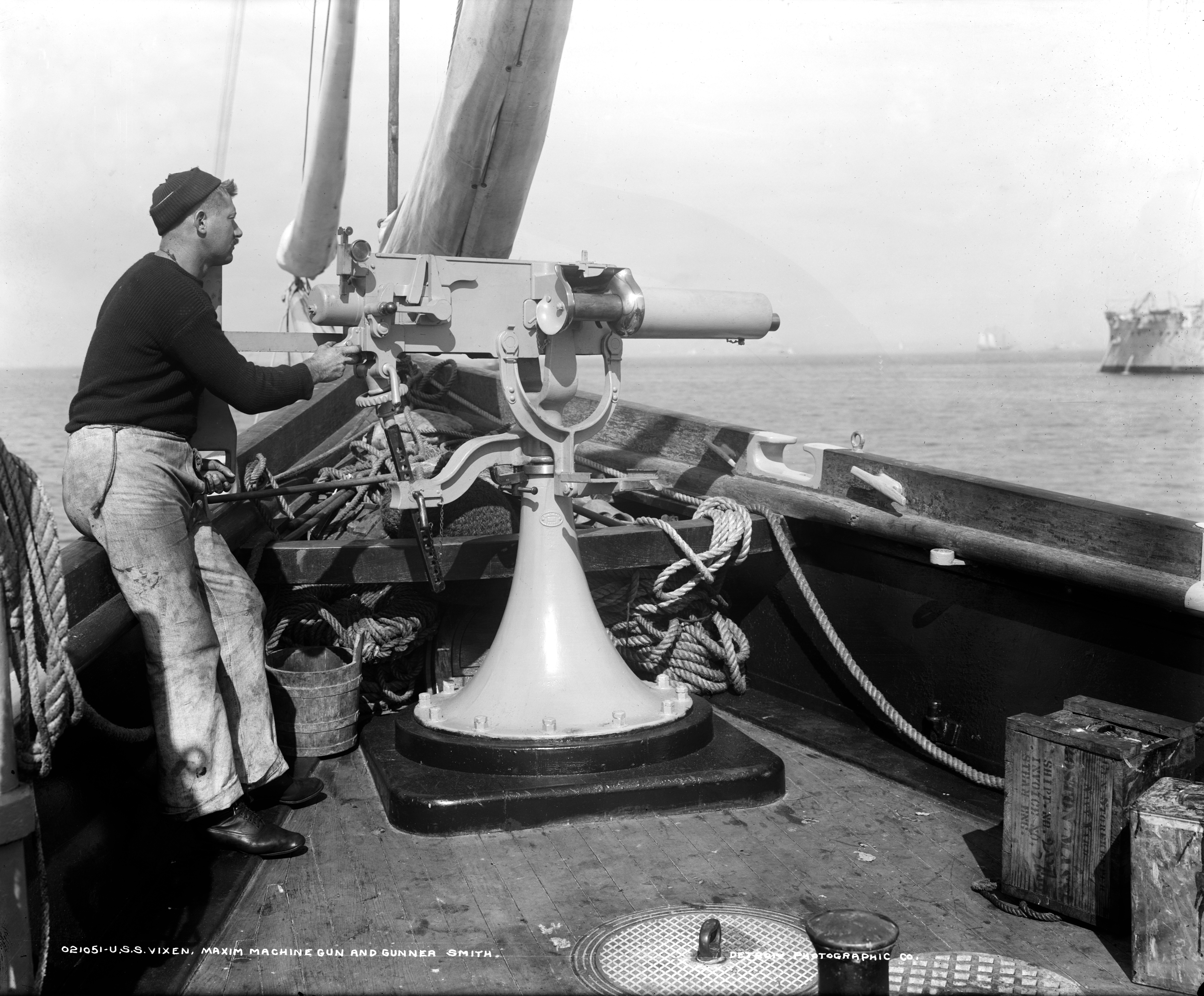
大口径のマキシム機関銃。アメリカ海軍の軍船ヴィクセンに搭載されたもの。

まず、マキシムの会社は、兵器の有能さに関してヨーロッパの機関が確信するところのいくつかのトラブルを抱えていた。一般的に、兵士には機関銃に対する大きな不信感があり、これは戦いの最中、肝心なときに弾詰まりを起こす機関銃の傾向から来たもので、しばしば犠牲者を出す結果となった。
1906年の書物である小戦争では、1900年代の機関銃の重要な問題において、この時期、マキシム機関銃が他の機関銃よりもかなり信頼できることに注目している。著者が注目している440ページからは:
「従来の形式は任務に適切なものではない……これらの機関銃はウルンディで弾詰まりを起こした。またドゥガリでも弾詰まりを起こした。またこれらの機関銃は、アブ・クレアとトフレクでも作動不良となった。いくつかの場合は不運な結果による。」
マキシム機関銃は従来のクランク作動の兵器よりは信頼性が高かった。しかし、機関銃であるがための不信は根深かった。また兵器の信頼性は証明されねばならず、配備へ移行する以前に完全に試験されねばならなかった。
さらにもう一つの実際的な問題は、マキシム機関銃の位置が、連続射撃から生じる砲煙によって簡単に暴露されたことだった。そこで国家や軍当局の関係者はこの兵器の採用を嫌った。無煙火薬の出現は、（開発者のなかにはハイラム・マキシムの兄弟であるハドソン・マクシムがいた）この状況を変える助けとなった。
マキシム機関銃は、ガーネット・ワースリー卿の紹介と尽力によってイギリス陸軍に採用された。彼は1888年、イギリス陸軍の最高司令官に任命された。同年10月には、彼は120挺の、ライフルと同じ口径を持つマキシム機関銃の発注を命令した。これはマルティニ・ヘンリー銃と共用の.577/450弾薬を使用した。
ワースリーは以前アフリカ（アングロ・アシャンティ戦争と、1884年から1885年にかけて戦われたゴードン救援遠征隊）への軍隊の遠征を主導し、軍の改革と再建の強い支持者であるという評判を得ていた。彼がアフリカで実証を行ったとき、彼はそこで機関銃の使用を他と区別し、また他の型にはまらない戦術を調べるため、エジプトキャメル部隊を設立した。
機関銃のデザインはヨーロッパのほかの国々のいくつかによって購入され、兵器の技術競争が開始された。マキシム機関銃が最初に重要な任務に使用されたのは日露戦争のことである。そこでロシア軍は大量のマキシム機関銃を投入した。

### 第一次世界大戦（1914年から1918年）

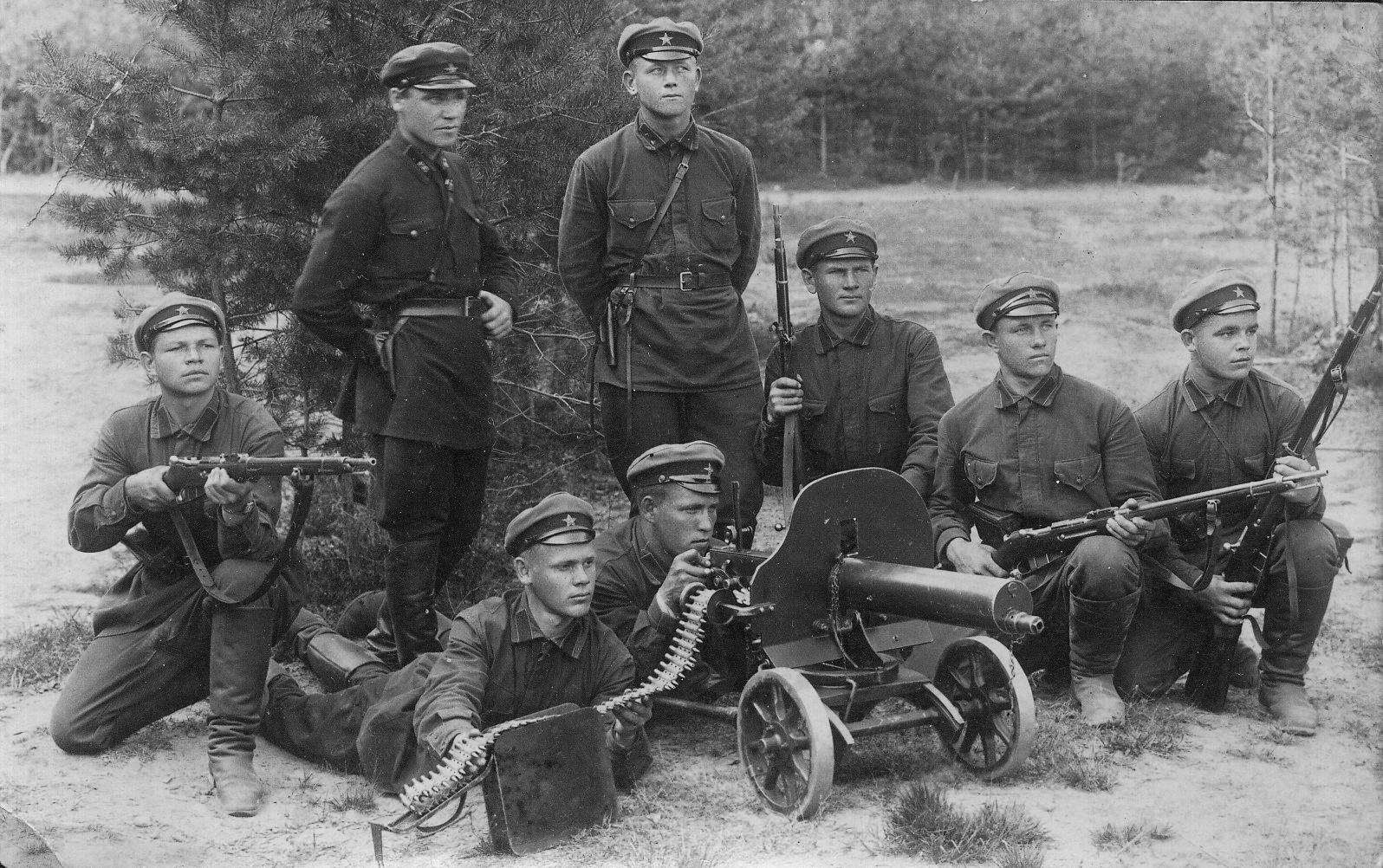
赤軍兵士とマキシム機関銃。

第一次世界大戦により、大多数の軍は改良型の機関銃へ移行した。イギリスのヴィッカース重機関銃は、改良され再設計されたマキシム機関銃だった。これはイギリス陸軍に1912年にもたらされ、1968年まで運用された。生産拠点はケント州のクレイフォードが占め、少数の機関銃は、そこで製作された初期の複葉機にも搭載された。ドイツ陸軍のMG08重機関銃およびロシア陸軍のPM1910重機関銃もまた、マキシム機関銃の多少の直接的な影響を受けている。
マキシム機関銃はまた、ロシア内戦のあいだに投入され、これは1917年に起こったロシア革命へと続いた。当時の絵画には、後方から迫ろうとする白軍の連隊に発砲するタチャンカ（機関銃と銃手を馬車に乗せ、馬で牽引したもの）とマキシム機関銃を描いたものがある。少数のプロパガンダ用の、社会主義リアリズムの芸術では機関銃に配置された人員にレーニンさえも主演させている。しかし実際に彼がそうしたかについて、これはきわめて非現実的である。無政府主義者は、この牽引型機関銃をネストル・マフノの作であるとしている。

### 現代
マキシム機関銃は21世紀でも今なお現役である。2022年の初めに、3万丁以上のマキシム機関銃がウクライナ軍の保管庫から取り出された。水冷式で数分間連続して発射できる能力により、ドローンに対する防空戦闘において「非常に効率的である」という。

## 派生型
イギリス

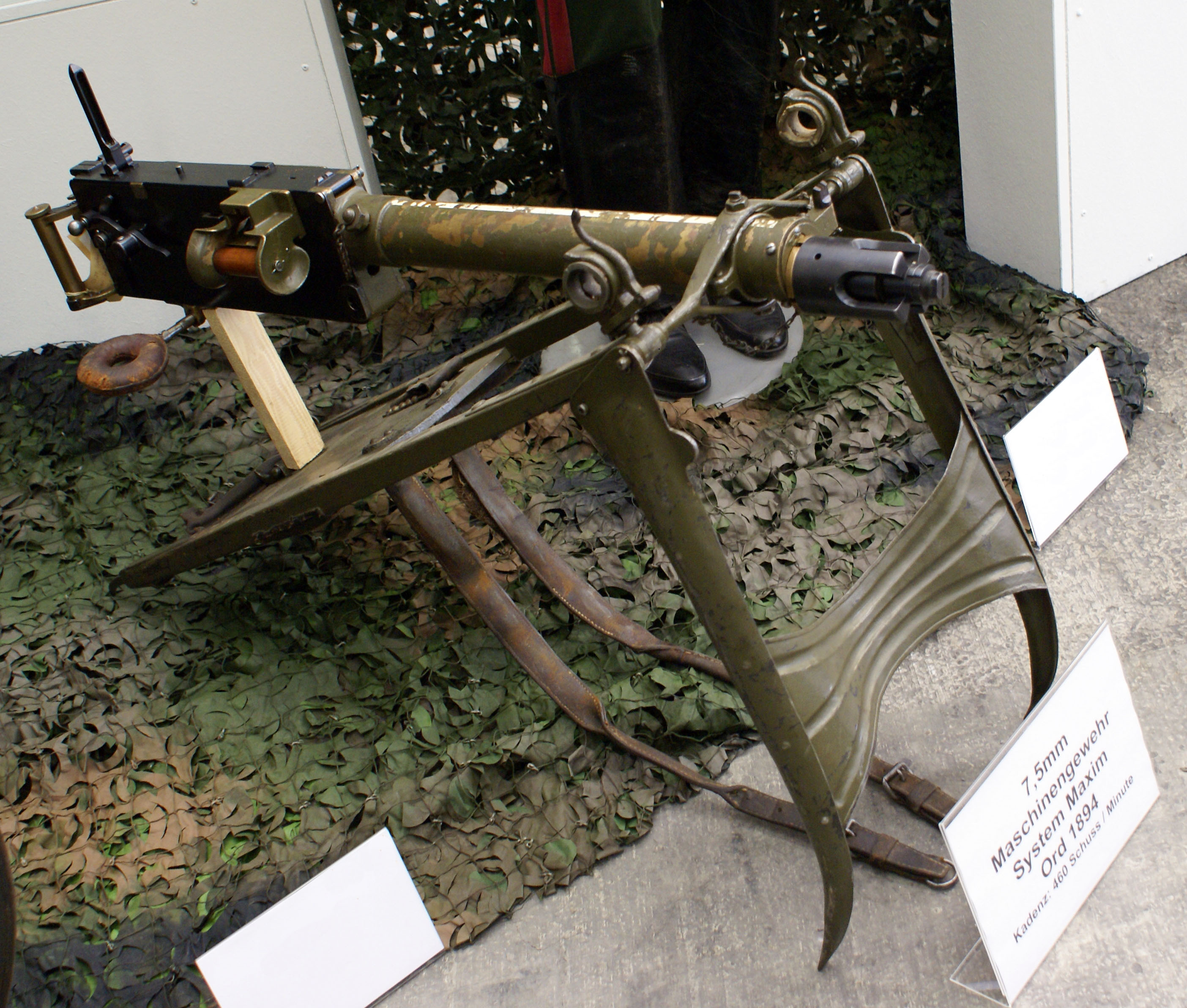
スイスのM94機関銃。のちにM10・M11へと発展した。

- ヴィッカース重機関銃。初期のマキシム機関銃は初期のブリティッシュ軍用弾を使用していたが、ヴィッカースは世界中で使用されている異なった口径の実包を、輸出のために可能な限り生産した。これには口径を12.7mmへ大型化したイギリス海軍の艦艇用弾薬が含まれる。
- QF 1ポンド砲

 ドイツ帝国
- MG08重機関銃

 中華民国国民革命軍
- 24式重機関銃

 ロシア帝国 /  ソビエト連邦
- PM1910重機関銃

 フィンランド
- マキシムM/32-33

- シュコダM1909重機関銃（英語版）

 スイス
- MG11（英語版）

 日本
- 九八式水冷式重機関銃

マキシム機関銃はベルト給弾と三脚架を広く行き渡らせた。初期の機関銃は通常、砲兵の小隊のように駄載されており、給弾はホッパーで行った。
一挺のマキシム機関銃の派生とみなせる銃がアルゼンチンで開発された。

## 登場作品
- 『二百三高地』
- 『明治天皇と日露大戦争』 - ロシア軍の旅順要塞に配備。
- 『宇宙戦争 (H・G・ウェルズ)』（1898年） - 火星人の戦闘機械には通用しなかったとの記述あり。
- 『ゴールデンカムイ』